# 新井子水库
新井子水库，位于中华人民共和国新疆维吾尔自治区阿拉尔市新井子镇，位于新疆生产建设兵团第一师沙井子垦区中心地带，是一座以灌溉为主的中型灌注式平原水库。水库水源引自阿克苏河。水库建于1988年，总库容8600万立方米。大坝为黏土心墙坝，坝长34.7千米，最大坝高5.6米。水库承担沙井子垦区2万公顷农田的灌溉任务，渔业资源丰富。依库而建的千鸟湖风景区属于中国国家水利风景区。